# Charles Wesley Emerson
Charles Wesley Emerson (ur. 1837, zm. 1908) – założyciel i pierwszy prezydent (rektor) Emerson College w Bostonie w Massachusetts, autor licznych publikacji na temat oratorstwa, a także minister (duchowny) Kościoła Unitariańskiego.

## Życiorys
Przed założeniem koledżu Emerson był duchownym, głoszącym kazania w parafiach kongregacjonalistycznych i unitarjańskich do 1885 r. W 1877 r. zarejestrował w Uniwersytecie Bostońskim Szkołę Oratostwa (School of Oratory), gdzie studia odbywały się pod kierunkiem prof. Lewisa B. Monroego. W 1879 r. Emerson studiował medycynę w Filadelfii oraz porowadził kursy z wymowy, ekspresji, kultury głosu, sztuki i zagadnień związanych z oratorstwem w Kościele Unitariańskim w Vineland w New Jersey. Niedługo po śmierci prof. Lewisa B. Monroego i zamknięciu Szkoły Oratorstwa na Boston College, w 1880 r. Emerson otworzył Bostońskie Konserwatorium Wymowy, Oratorstwa i Sztuki Dramatycznej (Boston Conservatory of Elocution, Oratory, and Dramatic Art). Rok później uczelnia zmieniła nazwę na Konserwatorium Oratorstwa im. Monroego (Monroe Conservatory of Oratory) na cześć prof. Lewisa B. Monroego. Podczas, gdy był prezydentem Konserwatorium publikował książki, m.in. The Evolution of Expression, która to stała się podstawowym podręcznikiem programu nauczania w Konserwatorium. W 1900 Emerson College został zakupiony przez Henry’ego i Jessie’ego Southwicków. Charles Emerson przeszedł na emeryturę trzy lata później, w 1903 r., a jego miejsce na stanowisku prezydenta uczelni zajął William J. Rolfe.
Emerson uważał, że zdolność do komunikacji jest kluczem do wykorzystania w pełni swojego potencjału. Był przekonany, że jeśli student przejdzie jego akademicki program kształcenia, w przyszłości osiągnie sukces, bez względu na profesję jaką wybierze czy starania jakie podejmie.
Został pochowany na cmentarzu Prospect Hill Cemetery w Milford w Massachusetts.

## Publikacje
- Psycho vox; The Emerson system of voice culture (1897)
- Physical Culture (1891)
- Expressive Physical Culture (1900)
- Evolution of Expression - Volume 1 (1905)